# 本·华莱士
本杰明·卡梅隆·华莱士（英語：Benjamin Cameron Wallace，1974年9月10日—），外號「大班」、「大班蛙」，出生于美国阿拉巴马，前美國职业篮球运动员，司职中锋，也可以担任大前锋，曾效力于NBA華盛頓子彈、奥兰多魔术、底特律活塞等球队。他的报名身高为2.06米（6英尺9英寸，但是他本人曾经声明过自己身高大概在200公分左右），体重为111公斤（245磅）。也是2002年世界籃球錦標賽美国国家男子篮球队成员。

## 職業生涯
华莱士在弗吉尼亚联合大学打过篮球。作为一名没有参加选秀的球员，华莱士以自由人身份在1996年10月2日加盟了华盛顿子弹。
1999年，华莱士被交换到奥兰多魔术隊。2000年8月3日，再被交易至底特律活塞隊。从此以后，他开始了自己的NBA防守专家生涯。2001-02、2002-03、2004-05和2005-06赛季，华莱士四获NBA最佳防守球員荣誉。其中连两个赛季他还成为了联盟的篮板和盖帽榜上第一名。2003年，他因支持者们投票成为了NBA全明星首发中锋，他也成为了联盟历史上第一个没有参加过选秀的全明星比赛首发球员。2004年11月19日，由于在奥本山宫殿引起斗殴事件，他被停赛六场。
2006年2月9日，华莱士第四次入选了NBA全明星阵容。同年，他以自由球员身份同芝加哥公牛签约。
2008年，被交易至克里夫蘭騎士隊。2008-09赛季的骑士隊打出了66胜16负最好的成绩，华莱士個人則是因伤缺阵26场常规赛。4月19日，华莱士在自己职业生涯最后一年的季后赛正式复出。不过这次他不再为骑士首发出场了，而只是一个用来打酱油的替补角色。但是，当骑士横扫活塞的时候，华莱士对自己的老东家造成了巨大的伤害。之后骑士的每一场季后赛的比赛，他都以替补角色出战。最后骑士以場次2:4不敌魔术，华莱士不得不和詹姆斯他们说再见了。
2009年，华莱士以自由球员身份重返活塞，最後在那裡退休。
2016年1月16日，活塞隊退役了華萊士的3號球衣。

## 技術特點
华莱士的体型非常强壮，可以让他在自己的位置上以身体对抗其他比他高大的球员。华莱士还是联盟中少有的篮板和盖帽高手，他出色的身体素质和防守技能让他防守之中很少会被吹罚犯规（平均每场2.1次）。
他的缺点是进攻，2005年時他平均每场拿下不到10分，所以在比赛中对手不把他当作一个进攻威胁来对待。他近年来努力提高自己的進攻能力，但是由于自己身高的限制，提高的很有限。和其他的NBA的“長人”——沙奎尔·奥尼尔和威尔特·张伯伦类似，他的罚球命中率很低。事实上，华莱士是NBA历史上罚球数在1,000次以下的球员中命中率最低的。到2005年10月，他的职业生涯平均命中率为42%。所以有的时候对手可以采用类似于“砍鲨战术”的方式来送华莱士上罚球线。

## 獲獎與榮譽

### 荣誉
- NBA总冠军：2004年
- 4次NBA全明星：2003年、2004年、2005年、2006年
- 4次NBA最佳防守球员：2002年、2003年、2005年、2006年
- 5次NBA最佳防守阵容：2002年、2003年、2004年、2005年、2006年
- 3次NBA最佳第二阵容：2003年、2004年、2006年
- 2次NBA最佳第三阵容：2002年、2005年
- 2次NBA常规比赛平均篮板第一：2002年（13.0）、2003年（15.4）
- 1次NBA常规比赛平均盖帽第一：2002年（3.5）
- 2次NBA常规比赛篮板总数第一：2001年（1052）、2003年（1026）
- 1次NBA常规比赛防守篮板总数第一：2001年（749）
- 2次NBA常规比赛进攻篮板总数第一：2003年（293）、2006年（301）
- 1次NBA常规比赛盖帽总数第一：2002年（278）

### 成就
- NBA历史上唯一一名连续四个赛季每赛季1000篮板、100阻攻和100抄截的球员（2001年－2004年）
- NBA历史上仅有的三名连续六个赛季每赛季150阻攻和100抄截的球员之一（2001年－2006年）（另外两人是阿基姆·奥拉朱旺和大卫·罗宾逊）
- NBA历史上仅有的四名在一个赛季中在平均阻攻和平均篮板上都领先的球员之一（另外三人是卡里姆·阿卜杜勒·贾巴尔、比尔·沃尔顿和奥拉朱旺）
- NBA历史上唯一一名没有参加过选秀的全明星比赛首发球员
- NBA历史上唯一一名没有参加过选秀的籃球名人堂成員
- NBA历史上仅有的两名夺得4次NBA最佳防守球员的球员之一（另外一人是迪肯贝·穆托姆博）
- NBA历史上最矮的2000次盖帽先生。

### 纪录
華萊士保持着以下底特律活塞队史纪录（15项）：
常规赛
- 阻攻总数：2137个（1996年至今）
- 单场比赛阻攻：10个（2002年11月10日，对阵迈阿密热队）
- 半场比赛阻攻：7个（2003年2月1日，对阵新泽西网队）
- 单节比赛阻攻：5个（2002年3月10日，对阵印第安那步行者队）
- 单赛季阻攻总数：278个（2001年－02年）
- 单赛季平均阻攻：3.48个（2001年－02年）
- 单节防守篮板：10个（2002年11月18日，对阵纽约尼克斯队）

季后赛
- 半场比赛篮板：17个（2003年东部第一轮第四场比赛）
- 单节比赛篮板：13个（2003年东部第一轮第四场比赛）
- 单场比赛进攻篮板：11个（2004年东部半决赛第三场）
- 半场比赛进攻篮板：7个（2004年东部半决赛第三场）
- 单场比赛防守篮板：17个（2003年东部决赛第一场）
- 半场比赛防守篮板：12个（2003年东部决赛第一场）
- 单节比赛防守篮板：9个（2003年东部决赛第一场）
- 单场比赛抄截：7个（2003年东部第一轮第四场）

### 其他
- NBA 2K5的封面人物

## 生涯成績
| 賽季      | 球隊         | GP   | GS  | MPG  | FG%  | 3P%  | FT%  | RPG  | APG | SPG | BPG | PPG |
| --------- | ------------ | ---- | --- | ---- | ---- | ---- | ---- | ---- | --- | --- | --- | --- |
| 1996–97   | 華盛頓子彈   | 34   | 0   | 5.8  | .348 | .000 | .300 | 1.7  | .1  | .2  | .3  | 1.1 |
| 1997–98   | 華盛頓巫師   | 67   | 16  | 16.8 | .518 | .000 | .357 | 4.8  | .3  | .9  | 1.1 | 3.1 |
| 1998–99   | 華盛頓巫師   | 46   | 16  | 26.8 | .578 | .000 | .356 | 8.3  | .4  | 1.1 | 2.0 | 6.0 |
| 1999–2000 | 奥兰多魔术   | 81   | 81  | 24.2 | .503 | .000 | .474 | 8.2  | .8  | .9  | 1.6 | 4.8 |
| 2000–01   | 底特律活塞   | 80   | 80  | 34.5 | .490 | .250 | .336 | 13.2 | 1.5 | 1.3 | 2.3 | 6.4 |
| 2001–02   | 底特律活塞   | 80   | 80  | 36.5 | .531 | .000 | .423 | 13.0 | 1.4 | 1.7 | 3.5 | 7.6 |
| 2002–03   | 底特律活塞   | 73   | 73  | 39.4 | .481 | .167 | .450 | 15.4 | 1.6 | 1.4 | 3.2 | 6.9 |
| 2003–04   | 底特律活塞   | 81   | 81  | 37.7 | .421 | .125 | .490 | 12.4 | 1.7 | 1.8 | 3.0 | 9.5 |
| 2004–05   | 底特律活塞   | 74   | 74  | 36.1 | .453 | .111 | .428 | 12.2 | 1.7 | 1.4 | 2.4 | 9.7 |
| 2005–06   | 底特律活塞   | 82   | 82  | 35.2 | .510 | .000 | .416 | 11.3 | 1.9 | 1.8 | 2.2 | 7.3 |
| 2006–07   | 芝加哥公牛   | 77   | 77  | 35.0 | .453 | .200 | .408 | 10.7 | 2.4 | 1.4 | 2.0 | 6.4 |
| 2007–08   | 芝加哥公牛   | 50   | 50  | 32.5 | .373 | .000 | .424 | 8.8  | 1.8 | 1.4 | 1.6 | 5.1 |
| 2007–08   | 克里夫蘭騎士 | 22   | 22  | 26.3 | .457 | .000 | .432 | 7.4  | .6  | .9  | 1.7 | 4.2 |
| 2008–09   | 克里夫蘭騎士 | 56   | 53  | 23.5 | .445 | .000 | .422 | 6.5  | .8  | .9  | 1.3 | 2.9 |
| 2009–10   | 底特律活塞   | 69   | 67  | 28.6 | .541 | .000 | .406 | 8.7  | 1.5 | 1.2 | 1.2 | 5.5 |
| 2010–11   | 底特律活塞   | 54   | 49  | 22.9 | .450 | .500 | .333 | 6.5  | 1.3 | 1.0 | 1.0 | 2.9 |
| 2011–12   | 底特律活塞   | 62   | 11  | 15.8 | .395 | .250 | .340 | 4.3  | .7  | .8  | .8  | 1.4 |
| 生涯      |              | 1026 | 901 | 30.3 | .475 | .128 | .415 | 10.0 | 1.4 | 1.3 | 2.0 | 6.0 |
| 全明星賽  |              | 4    | 2   | 21.5 | .400 | .000 | .000 | 7.0  | .5  | 2.0 | 1.2 | 3.0 |

### 季后赛
| 賽季 | 球隊         | GP  | GS  | MPG  | FG%  | 3P%  | FT%  | RPG  | APG | SPG | BPG | PPG  |
| ---- | ------------ | --- | --- | ---- | ---- | ---- | ---- | ---- | --- | --- | --- | ---- |
| 2002 | 底特律活塞   | 10  | 10  | 40.8 | .475 | .000 | .436 | 16.1 | 1.2 | 1.9 | 2.6 | 7.3  |
| 2003 | 底特律活塞   | 17  | 17  | 42.5 | .486 | .000 | .446 | 16.3 | 1.6 | 2.5 | 3.1 | 8.9  |
| 2004 | 底特律活塞   | 23  | 23  | 40.2 | .454 | .000 | .427 | 14.3 | 1.9 | 1.9 | 2.4 | 10.3 |
| 2005 | 底特律活塞   | 25  | 25  | 39.2 | .481 | .000 | .461 | 11.3 | 1.0 | 1.7 | 2.4 | 10.0 |
| 2006 | 底特律活塞   | 18  | 18  | 35.7 | .465 | .000 | .273 | 10.5 | 1.7 | 1.3 | 1.2 | 4.7  |
| 2007 | 芝加哥公牛   | 10  | 10  | 36.9 | .566 | .000 | .500 | 9.5  | 1.4 | 1.5 | 1.7 | 8.7  |
| 2008 | 克里夫蘭騎士 | 13  | 13  | 23.4 | .515 | .000 | .350 | 6.5  | 1.2 | .6  | 1.1 | 3.2  |
| 2009 | 克里夫蘭騎士 | 14  | 0   | 12.6 | .615 | .000 | .000 | 2.7  | .3  | .3  | .3  | 1.1  |
| 生涯 |              | 130 | 116 | 34.8 | .482 | .000 | .418 | 11.2 | 1.3 | 1.5 | 1.9 | 7.2  |

## 軼事
- 在家中11个兄弟姐妹中排名第10
- 在大学期间学习犯罪审判
- 喜欢打猎、钓鱼、游泳和玩电子游戏